# 西非雜棱鯡
西非雜棱鯡為輻鰭魚綱鲱形目鲱科的其中一種，分布於非洲Tumba湖及Ruki河流域，體長可達5.7公分，棲息在河川、湖泊，生活習性不明。

## 擴展閱讀
維基物種上的相關：西非雜棱鯡